# Maquiladora
Maquiladora hay maquila là một loại xưởng dùng lắp ráp hay sản xuất hàng hóa từ vật liệu nhập cảng miễn thuế, rồi lại xuất cảng trở lại quốc gia nguyên xuất. Loại xưởng sản xuất này thường nằm trên lãnh thổ México và chủ yếu nhận hàng nhắm vào thị trường Hoa Kỳ.
Danh từ maquiladora là từ tiếng Tây Ban Nha có từ nguyên là "maquila", tức là phần hoa hồng nhà máy xay thóc thường giữ lại sau khi xay thóc cho nhà nông. Maquiladora phổ biến ở Mexico ven vùng biên giới với Hoa Kỳ để tận dụng giá nhân công rẻ bên Mexico để chế biến hàng hóa bán sang Hoa Kỳ.

## Lịch sử
Maquiladora khởi sinh từ thập niên 1960 và phát triển mạnh dần. Đến năm 1985, maquiladora đã là nguồn thu nhập lớn thứ nhì sau dầu hỏa tại Mexico. Tính đến cuối thế kỷ 20 thì các xưởnng maquiladora đã đóng góp 25% vào tổng sản lượng quốc nội và đáp ứng 17% việc làm cho nhân công Mexico. Tuy vậy phần lớn số tiền lời của maquiladora cũng "hồi hương" về Hoa Kỳ.
Sang thời kỳ toàn cầu hóa và công xưởng bên Trung Quốc, Đài Loan mở nhiều, các maquiladora bị cạnh tranh ráo riết nên số lượng đã giảm 8,2% từ năm 2000 đến năm 2002. Dù vậy dọc biên giới 3.600 km Hoa Kỳ-Mexico vẫn còn hơn 3.000 maquiladora với hơn một triệu nhân công.